# HMS Gallant (H59)
L'HMS Gallant (pennant number H 59) è stato un cacciatorpediniere di classe G, terza nave della Royal Navy a prendere quella designazione.
Il contratto di costruzione venne assegnato alla Alexander Stephen and Sons di Glasgow nel marzo del 1934, con l'impostazione della chiglia che avvenne il 15 settembre dello stesso anno. Varato il 26 settembre 1935 entrò in servizio il 25 febbraio 1936.

## Storia
Escludendo l'equipaggiamento fornito dal governo, come l'armamento, la nave costò £252.920.
In seguito alle prove in mare, il Gallant fu assegnato alla 1ª flottiglia di cacciatorpediniere della Mediterranean Fleet. Il cacciatorpediniere pattugliò le acque spagnole durante la guerra civile spagnola, applicando gli editti del Non-Intervention Committee. Il 20 dicembre 1936 disincagliò un mercantile spagnolo che si era arenato tra Almeria e Malaga. Successivamente, il 6 aprile 1937, il Gallant fu attaccato da un aereo nazionalista spagnolo al largo di Capo San Antonio, ma non subì danni. Il mese seguente tornò in Gran Bretagna per eseguire un ciclo di manutenzione a Sheerness tra il 31 maggio e il 21 luglio 1937.
Quando scoppiò la seconda guerra mondiale nel settembre 1939, il Gallant si trovava nel Mediterraneo, ma lui e l'intera flottiglia furono trasferite al Western Approaches Command a Plymouth in ottobre. In seguito alla pulizia della caldaia, la nave fu riassegnata alla fine del mese al Nore Command ad Harwich per compiti di pattugliamento e scorta. 
Il 2 febbraio 1940 l'HMS Gallant e la sua nave gemella, l'HMS Griffin, salvarono l'equipaggio della petroliera British Councillor che stava affondando dopo aver colpito una mina. Alcuni giorni dopo, il 18 febbraio, il Gallant assunse il comando della scorta del convoglio HN 12 dopo che il cacciatorpediniere Duchess fu affondato, portando in salvo dodici sopravvissuti dalla nave svedese Santos vicino a Duncansby Head una settimana dopo. Il 20 marzo successivo scortò gli incrociatori mercantili armati Cilicia e Carinthia dopo la loro collisione. La nave fu rimessa a nuovo a Southampton tra il 28 marzo e il 30 aprile e si riunì alla sua flottiglia a Harwich il giorno seguente. Durante la sera del 9/10 maggio, l'HMS Gallant e il cacciatorpediniere Bulldog salvarono la maggior parte dell'equipaggio del cacciatorpediniere Kelly dopo il siluramento di quest'ultimo da parte di un S-Boot tedesco nel Mare del Nord.
Mentre il Gallant partecipava all'evacuazione di Dunkerque, una quasi collisione con una bomba il 29 maggio ne distrusse lo sterzo e causò danni minori allo scafo e ai sistemi elettrici. Fu riparata a Hull e incontrò una sortita tedesca per la posa di mine la sera del 5/6 giugno al largo di Lowestoft, mentre era in compagnia del cacciatorpediniere Walpole. Successivamente nel giugno dello stesso anno la nave fu riadattata nel cantiere navale di Chatham con un cannone antiaereo da 12 libbre e 3 pollici (76 mm) che sostituì il supporto posteriore del tubo lanciasiluri.
Dopo il suo ammodernamento, l'HMS Gallant fu trasferito alla 13ª Flottiglia di cacciatorpediniere del Comando del Nord Atlantico, arrivando a Gibilterra il 30 luglio. Nel suo viaggio verso sud, la nave scortò la portaerei Argus, sulla quale erano presenti una dozzina di caccia Hawker Hurricane. Durante l'operazione Hurry, il Gallant e altri tre cacciatorpediniere scortarono l'Argus in una posizione a sud-ovest della Sardegna in modo che la portaerei potesse salpare con i suoi Hurricane per Malta il 2 agosto successivo. Dopo il suo ritorno a Gibilterra la nave fu trasferita alla Force H. Il 20 ottobre, l'HMS Gallant, l'HMS Griffin e il cacciatorpediniere HMS Hotspur affondarono il sommergibile italiano Lafolè a est di Gibilterra. La nave scortò la corazzata Barham e gli incrociatori Berwick e Glasgow durante l'operazione Coat all'inizio di novembre mentre si univano alla Flotta del Mediterraneo. Il 10 novembre, lo stesso Gallant fu trasferito alla 14th Destroyer Flotilla a Malta. Il successivo 27 novembre, durante l'operazione Collar, partecipò all'inconcludente battaglia di Capo Spartivento.
Il 10 gennaio 1941, durante l'operazione Excess, le torpediniere italiane Circe e Vega tentarono un attacco al convoglio alleato al largo di Pantellaria. L'azione italiana spinse il convoglio britannico troppo a sud della rotta prestabilita, e così, subito dopo lo scontro, in cui il Vega fu affondato, l'HMS Gallant colpì una mina che fece esplodere il suo magazzino di prua. L'esplosione fece saltare la prua della nave, uccidendo 65 persone e ferendone altre 15. Il gemello Griffin salvò la maggior parte dei sopravvissuti e il cacciatorpediniere HMS Mohawk la rimorchiò da poppa fino a Malta. La nave fu riparata lentamente e nell'ottobre del 1941 si stimò che sarebbe stata completata nel giugno del 1942. Tuttavia, il 5 aprile 1942, fu gravemente danneggiata da schegge di bomba durante un raid aereo su La Valletta e dovette essere arenata a Pinto's Wharf per evitare che affondasse. Fu giudicata una perdita totale costruttiva e qualsiasi equipaggiamento utilizzabile fu rimosso dal suo scafo. Il Gallant fu dismesso e utilizzata come blocco navale a St Paul's Island nel settembre del 1943. Successivamente, alla fine della guerra, il relitto fu smantellato nel 1953.